# Johnny Alf
Alfredo José da Silva, conocido como Johnny Alf (Río de Janeiro, 19 de mayo de 1929 — Santo André, 4 de marzo de 2010), fue un compositor, cantante y pianista brasileño.

## Biografía
A los tres años de edad, perdió a su padre, que era cabo del ejército. Su madre trabajaba en casa de una familia en Tijuca lo crio ella sola. Comenzó sus estudios de piano a los nueve años, con Geni Borges, amiga de la familia para la que su madre trabajaba.
Tras sus comienzos en la música clásica, se inició en la música popular, principalmente a través de bandas sonoras de películas norteamericanas, con compositores como George Gershwin o Cole Porter. A los 14 años, creó un conjunto musical con amigos del barrio de Vila Isabel (Río de Janeiro), que tocaban en la plaza Sete (actual plaza del Barón de Drummond).
Posteriormente, tras entrar en contracto con el Instituto Brasil-Estados Unidos, recibió una invitación para entrar en un grupo artístico. Una amiga norteamericana le sugirió adoptar el nombre artístico de Johnny Alf.
En 1952, Dick Farney y Nora Ney lo contratan como pianista de la nueva Cantina do César, propiedad del locutor de radio César de Alencar, comenzando de esta manera su carrera profesional. Mary Gonçalves, actriz y famosa cantante de radio, que por aquel entonces también estaba comenzando su carrera, incluyó en su LP Convite ao Romance tres canciones de Johnny: "Estamos sós", "O que é amar" y "Escuta".
Posteriormente grabaría su primer disco en 78 rpm, con canciones como Falsete, de su autoría, y De cigarro em cigarro (1953), compuesta por Luiz Bonfá. De su percurso por diversas salsa de fiesta cariocas, se destacan producciones como Céu e mar y Rapaz de bem, consideradas como precursoras de la Bossa nova.
1955 marcaría su viaje para São Paulo, tocando en diversas salas, con artistas como Paulinho Nogueira, Sabá o Luís Chaves. En 1962 vuelve a Río de Janeiro, tocando en la sala Bottle's Bar junto con el conjunto musical Tamba Trío (Sérgio Mendes, Luís Carlos Vinhas y Sylvia Telles). También tocó en las salas Little Club y Top, esta vez con un conjunto formado por Tião Neto y Edison Machado.
En 1965 realizó una gira por el estado de São Paulo. Posteriormente daría clase como profesor de música en el Conservatório Meireles, de São Paulo, y durante esta época -1967- participó en el III Festival da Música Popular Brasileira (MPB) de la Rede Record. No fue premiado, sin embargo su canción Eu e a Brisa obtuvo un gran reconocimiento público, llegando a ser considerada uno de los grandes éxitos de su carrera.
En sus últimos años de vida Johnny rara vez aparecía en público, debido a sus problemas de salud. Estuvo presente en la apertura de las exposiciones conmemorativas de los 50 años de la bossa nova en Oca (el pabellón situado en el Parque do Ibirapuera) en 2008, y en enero de 2009, en el auditorio de Vila Mariana, en Río. Su último show fue en agosto de 2009, junto a la cantante Alaíde Costa.
Falleció a la edad de 80 años en el hospital estatal Mário Covas, en Santo André (SP), donde era tratado de un cáncer de próstata. En esta ciudad había residido los años previos en un asilo. Alf carecía de parientes.
Según el periodista Ruy Castro, Alf fue el «verdadero padre de la Bossa nova». Tom Jobim, otro de los pioneros de la Bossa nova, admiraba a Alf hasta el punto de llamarle «Genialf».

## Discografía
- 1952 - Johnny Alf
- 1952 - Convite ao Romance - Mary Gonçalves
- 1954 - Johnny Alf (78 rpm)
- 1955 - Johnny Alf (78 rpm)
- 1958 - Johnny Alf (78 rpm)
- 1961 - Rapaz de bem (longplay)
- 1964 - Diagonal (Lp)
- 1965 - Johnny Alf - arranjos de José Briamonte
- 1968 - Johnny Alf e Sexteto Contraponto
- 1971 - Ele é Johnny Alf
- 1972 - Johnny Alf - compacto duplo
- 1974 - Nós
- 1978 - Desbunde total
- 1986 - Johnny Alf - Eu e a brisa
- 1988 - O que é amar
- 1990 - Olhos Negros - participação Gilberto Gil, Chico Buarque, Caetano Veloso, Roberto Menescal, Leny Andrade e outros.
- 1997 - Johnny Alf e Leandro Braga - Letra e música Noel Rosa
- 1998 - Cult Alf - Johnny Alf - gravado ao vivo
- 1999 - As sete palavras de Cristo na Cruz - Dom Pedro Casaldáliga
- 2001 - Johnny Alf - Eu e a Bossa - 40 anos de Bossa Nova

### Participaciones especiales
- 1975 - 100 años de Música Popular Brasileña - Proyecto Minerva - serie de ocho álbumes producidos y presentados por Ricardo Cravo Albin, grabados en directo en la radio MEC de Río de Janeiro. Cantando al lado de Alaíde Costa y Lúcio Alves.
- 1984 - Banda sonora de la telenovela Anjo Mau, de Rede Globo, con la música O que é amar.
- 1998 - El programa Noel Rosa - Letra e música, lanzando un disco con el mismo nombre, fue realizado en el SESC Pompéia, en San Paulo. Incluyendo la canción Noel, Rosa do Samba, de Paulo César Pinheiro.